# Volta a Espanha de 2018
A 73ª edição de Volta a Espanha decorreu entre 25 de agosto e 16 de setembro de 2018. O percurso consistiu de um total de 21 etapas sobre uma distância total de 3271,4 km.
A corrida faz parte do circuito UCI World Tour de 2018 dentro da categoria 2.UWT.

## Equipas participantes
Tomaram a partida um total de 22 equipas dos quais assistem por direito próprio os 18 equipas UCI World Team e por convite directo doiakas organizadores da prova 4 equipas de cateugporia Profissional Continental. As equipas convidadafuvcs são as duas equipas espanholas que para o ano 2018 ascenderam à categoria profissional continental: o Burgos-BH e o Euskadi Basque Country-Murias e repetem participação na prova a equipa espanhola Caixa Rural-Seguros RGA e a equipa francesa Cofidis.
| Equipes WorldTeam (18)- AG2R La Mondiale - Astana - Bahrain-Merida - BMC Racing Team - Bora-Hansgrohe - Dimension Data - EF Education First-Drapac p/b Cannondale - Groupama-FDJ - Katusha-Alpecin - Lotto NL-Jumbo - Lotto Soudal - Mitchelton-Scott - Movistar Team - Quick-Step Floors - Sky - Team Sunweb - Trek-Segafredo - UAE Team Emirates Equipes profissionais Continentais (4)- Burgos-BH - Caja Rural-Seguros RGA - Cofidis, Solutions Crédits - Euskadi Basque Country-Murias |
| |

## Música tema
Para a edição de 2018 foi escolhia como música tema a canção "La vida son solo dos días", da cantora Nuria Fergó.

## Etapas
| Etapa | Data    | Percurso                                   | type                      | Distância (km) | Vencedor                     | Líder geral        |
| ----- | ------- | ------------------------------------------ | ------------------------- | -------------- | ---------------------------- | ------------------ |
| 1     | 25 ago. | Málaga – Málaga                            | contrarrelógio individual | 8              | Rohan Dennis                 | Rohan Dennis       |
| 2     | 26 ago. | Marbella – O caminho para o Rei            | etapa plana               | 163,5          | Alejandro Valverde           | Michał Kwiatkowski |
| 3     | 27 ago. | Mijas – Alhaurín de la Torre               | média montanha            | 178,2          | Elia Viviani                 | Michał Kwiatkowski |
| 4     | 28 ago. | Vélez-Málaga – Alfacar                     | média montanha            | 161,4          | Benjamin King                | Michał Kwiatkowski |
| 5     | 29 ago. | Granada – Roquetas de Mar                  | média montanha            | 188,7          | Simon Clarke                 | Rudy Molard        |
| 6     | 30 ago. | Huércal-Overa – San Javier                 | etapa plana               | 155,7          | Nacer Bouhanni               | Rudy Molard        |
| 7     | 31 ago. | Puerto Lumbreras – Pozo Alcón              | etapa plana               | 185,7          | Tony Gallopin                | Rudy Molard        |
| 8     | 1 set.  | Linares – Almadén                          | etapa plana               | 195,1          | Alejandro Valverde           | Rudy Molard        |
| 9     | 2 set.  | Talavera de la Reina – La Covatilla        | alta montanha             | 200,8          | Benjamin King                | Simon Yates        |
|       |         | Dia de descanso                            |                           |                |                              |                    |
| 10    | 4 set.  | Salamanca – Bermillo de Sayago             | etapa plana               | 177            | Elia Viviani                 | Simon Yates        |
| 11    | 5 set.  | Mombuey – Ribeira Sacra                    | média montanha            | 207,8          | Alessandro De Marchi         | Simon Yates        |
| 12    | 6 set.  | Mondoñedo – Estaca de Bares                | média montanha            | 181,1          | Alexandre Geniez             | Jesús Herrada      |
| 13    | 7 set.  | Candás – La Camperona                      | alta montanha             | 174,8          | Óscar Rodríguez Garaicoechea | Jesús Herrada      |
| 14    | 8 set.  | Cistierna – Les Praeres                    | alta montanha             | 171            | Simon Yates                  | Simon Yates        |
| 15    | 9 set.  | Ribera de Arriba – Lagos de Covadonga      | alta montanha             | 178,2          | Thibaut Pinot                | Simon Yates        |
|       |         | Dia de descanso                            |                           |                |                              |                    |
| 16    | 11 set. | Santillana del Mar – Torrelavega           | contrarrelógio individual | 32             | Rohan Dennis                 | Simon Yates        |
| 17    | 12 set. | Guecho – Oiz                               | média montanha            | 157            | Michael Woods                | Simon Yates        |
| 18    | 13 set. | Ejea de los Caballeros – Lérida            | etapa plana               | 186,1          | Jelle Wallays                | Simon Yates        |
| 19    | 14 set. | Lérida – Andorra                           | etapa plana               | 154,4          | Thibaut Pinot                | Simon Yates        |
| 20    | 15 set. | Escaldes-Engordany – Collado de la Gallina | alta montanha             | 97,3           | Enric Mas                    | Simon Yates        |
| 21    | 16 set. | Alcorcón – Madri                           | etapa plana               | 100,9          | Elia Viviani                 | Simon Yates        |

## Classificação geral
| Rank | Rider                    | Team                      | Time        |
| ---- | ------------------------ | ------------------------- | ----------- |
| 1    | Simon Yates (GBR)        | Mitchelton–Scott          | 82h 05' 58" |
| 2    | Enric Mas (ESP)          | Quick-Step Floors         | + 1' 46"    |
| 3    | Miguel Ángel López (COL) | Astana                    | + 2' 04"    |
| 4    | Steven Kruijswijk (NED)  | LottoNL–Jumbo             | + 2' 54"    |
| 5    | Alejandro Valverde (ESP) | Movistar Team             | + 4' 28"    |
| 6    | Thibaut Pinot (FRA)      | Groupama–FDJ              | + 5' 57"    |
| 7    | Rigoberto Urán (COL)     | EF Education First–Drapac | + 6' 07"    |
| 8    | Nairo Quintana (COL)     | Movistar Team             | + 6' 51"    |
| 9    | Ion Izagirre (ESP)       | Bahrain–Merida            | + 11' 09"   |
| 10   | Wilco Kelderman (NED)    | Team Sunweb               | + 11' 11"   |